# Cross-country (pojęcie)
Cross-Country (ang. cross - na przełaj; country - kraj, okolica) – wyścig przełajowy odbywający się w naturalnych warunkach, na dystansie najczęściej do 16 km. Cross-Country obecne jest w wielu dyscyplinach sportowych takich jak np.: kolarstwo górskie, lekkoatletyka, hippika, bieg na orientację oraz sporty motorowe (motocross) i inne.

## Galeria Cross-country

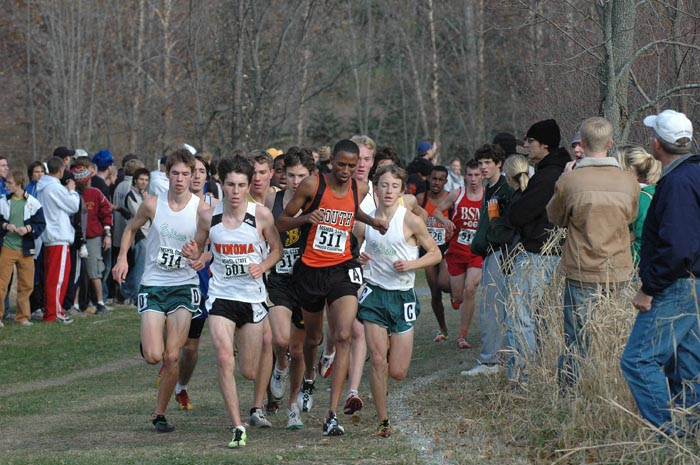
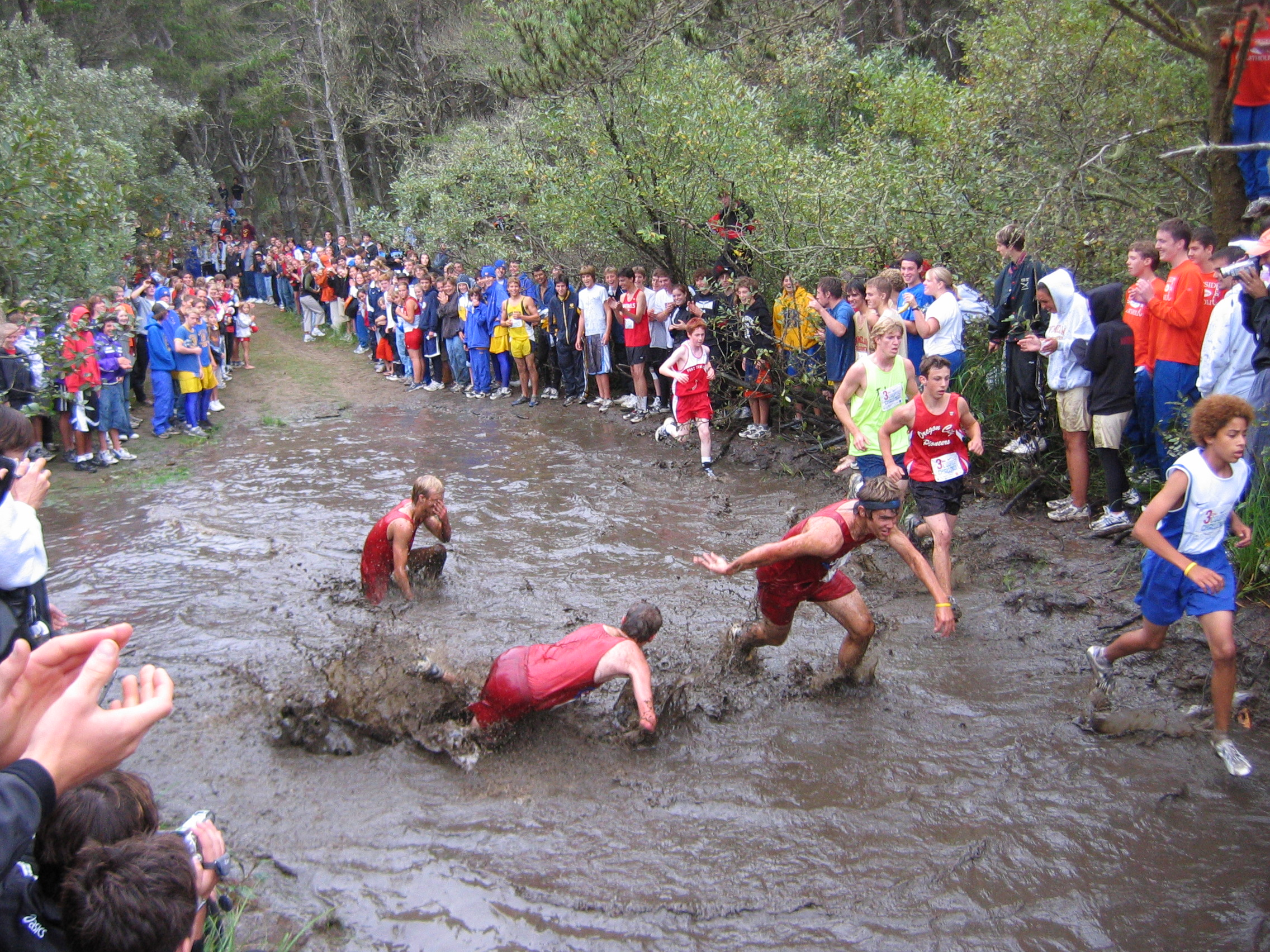
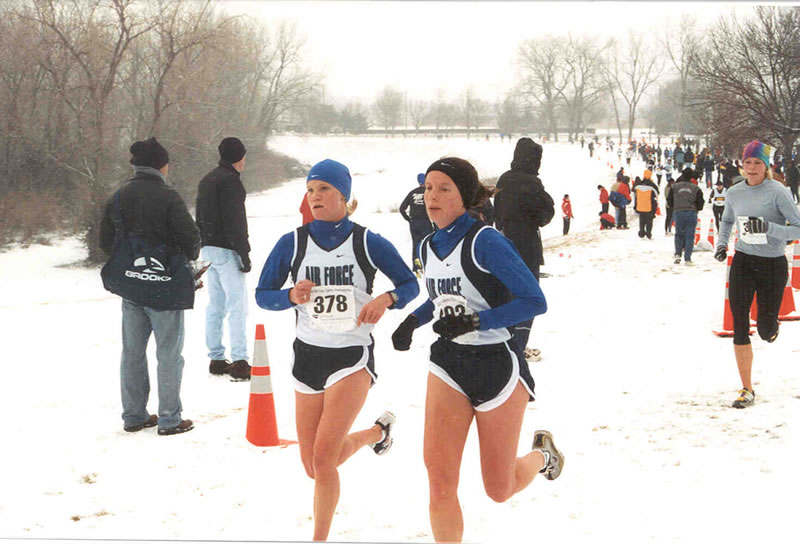
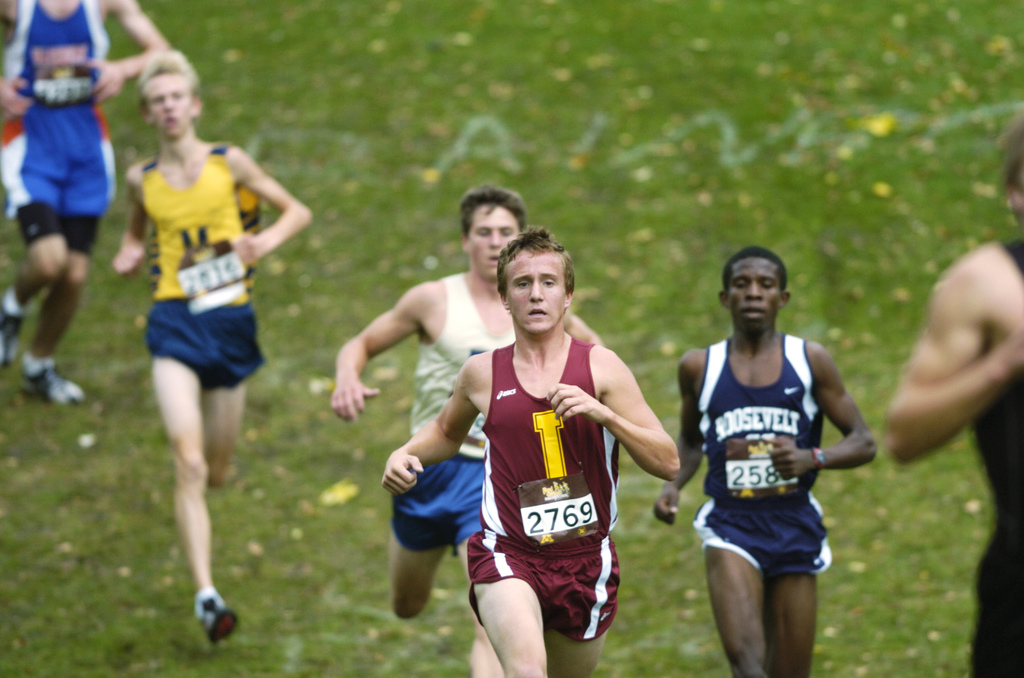